# Станица Драчево
Станица Драчево (грч. Σταθμός Λευκοθέας, Статмос Лефкотеас) је насељено место у општини Зиљахово у периферији Средишња Македонија, Грчка. Према попису из 2021. године било је 248 становника.
Село је подигнуто шездесетих година 20. века и смештено поред железничке станице Драчево, како би у њему били смештени мештани некадашњег села Драчево (већински словенског). Први пут се помиње на попису из 1971. године са 287 житеља+.